# ArtCyclopedia
Artcyclopedia — онлайнова база даних з образотворчого мистецтва музейної якості, заснована канадцем Джоном Мальйоном.

## Інформація
Artcyclopedia має справу лише з мистецтвом, яке можна переглянути в Інтернеті, та індексує 2900 художніх об'єктів (музеїв, галерей) із посиланнями на приблизно 160 000 творів 9000 відомих художників. Сайт також розпочав складати список художніх галерей та аукційних будинків.